# Старая Кузурба
Старая Кузурба — село в Ужурском районе Красноярского края России. Входит в состав Малоимышского сельсовета.
До 1995 года являлось административным центром Старокузурбинского сельсовета.

## География
Село расположено на реках Кузурбинка (левый приток реки Чулым) и Марчала, в трёхстах километрах от Красноярска.

## История
Деревня Кузурба впервые упоминается в источниках в 1782 г. Она была однодворкой с 5 ревизскими душами. В 1797 г. насчитывалось 4 двора и 42 человека, в том числе 14 душ мужского пола.
По берегам Кузурбинки в прошлом стояли шесть мельниц, которые обслуживали села Старая Кузурба, Новая Кузурба, деревню Парилово. В районе села Старая Кузурба ниже по течению в 1990-х сооружен искусственный пруд.
Раньше на Кузурбинских землях жило племя Беку. Чему свидетельствуют записи, стоящего неподалёку от села камня на котором написано на древнетюркском, надпись гласит «Земли принадлежат Беку» (написано предположительно во второй половине VIII века).
Административный центр Старокузурбинского сельсовета до его упразднения в 1995 году.
28 сентября 1995 года Законом Красноярского края № 7-179 Старокузурбинский сельсовет был упразднён и его населённые пункты переданы в Малоимышский сельсовет.

## Население
| 2010 |
| ---- |
| 313  |